# 蔡松涛
蔡松涛（1974年11月—），河南省洛阳市偃师人。1995年参加工作，研究生学历，工商管理硕士。中华人民共和国政治人物，曾任河南省信阳市委书记，信阳军分区党委第一书记。现任河南省委政法委分管日常工作的副书记。

## 生平
2009年8月，担任洛阳市汝阳县委副书记。2012年1月，任洛阳市汝阳县委副书记、县长。2014年3月，任新蔡县委副书记、县长。2015年6月，改任兰考县委副书记、副县长、代理县长、县长。2016年3月，任开封市委常委、兰考县委书记。2017年10月24日，当选为中国共产党第十九届中央委员会候补委员，是十九届候补中央委员中唯一一位县委书记（但行政级别为副厅级）。2020年10月，调任中共信阳市委常委、常务副市长。
2021年7月，升任信阳市人民政府市长。同年12月，任中共信阳市委书记。
2025年8月，卸任信阳市委书记，转任河南省委政法委分管日常工作的副书记。